# Fontanares (Lorca)
Fontanares es una pedanía del municipio español de Lorca, en la Región de Murcia. Se sitúa en el oeste del municipio, en la frontera con Andalucía (provincia de Almería). Se encuentra a 13 km del municipio almeriense de Vélez-Rubio y a 29 km de la capital municipal.
Las fiestas locales se celebran en honor a la Virgen de la Purísima, en diciembre.

## Lugares de interés
En la pedanía se encuentran las ruinas de los castillos medievales de Xiquena y Tirieza.

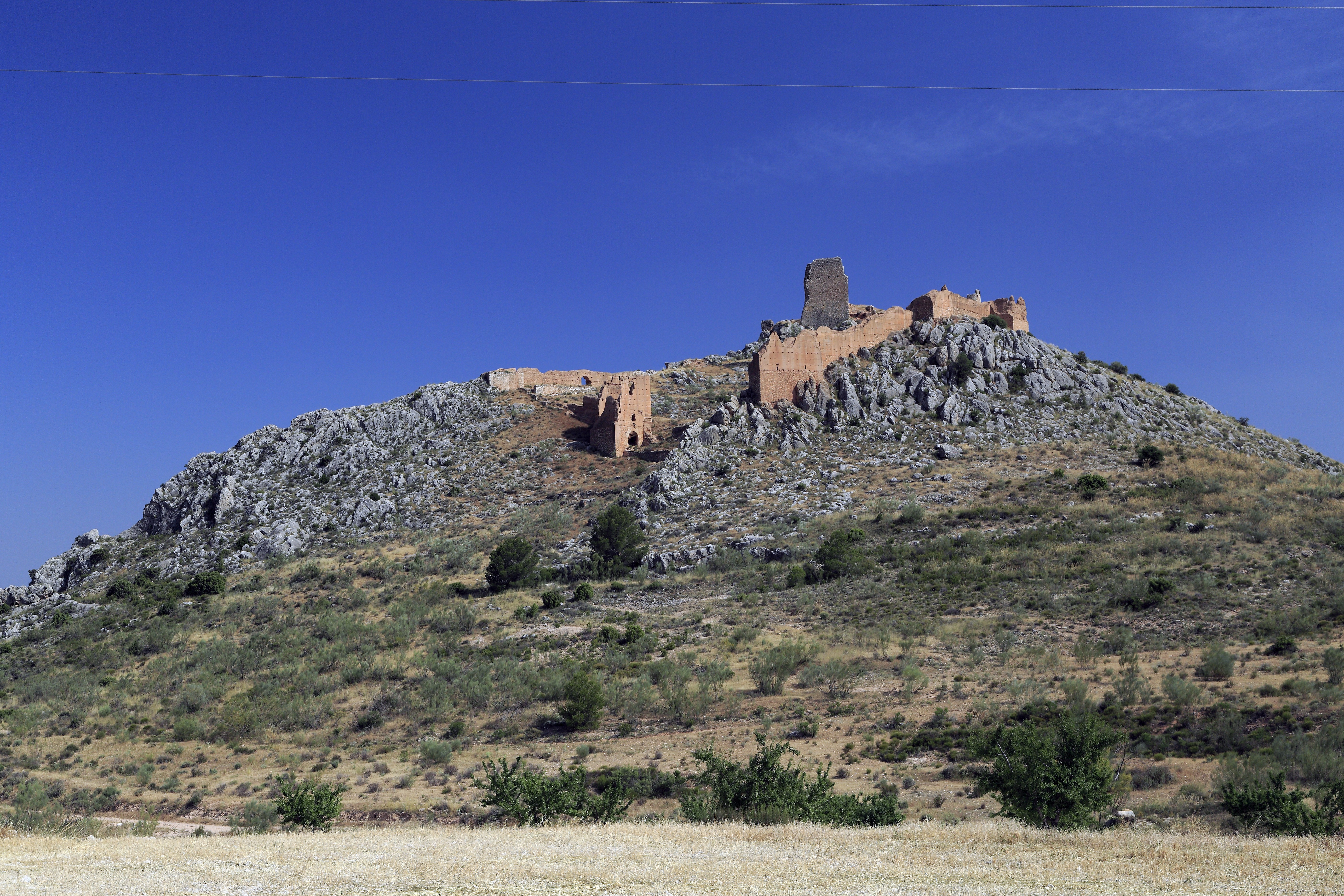
Castillo de Xiquena.